# عين عجلان
عين عجلان، عين ماء وقرية من قرى ينبع النخل في محافظة ينبع والتابعة لمنطقة المدينة المنورة في السعودية، تبعد عن المدينة المنورة () كم، وعن ينبع النخل () كم. وبالقرب منها تقع قرية السكوبية، يسكنها عدد من قبائل جهينة